# Radioayuda

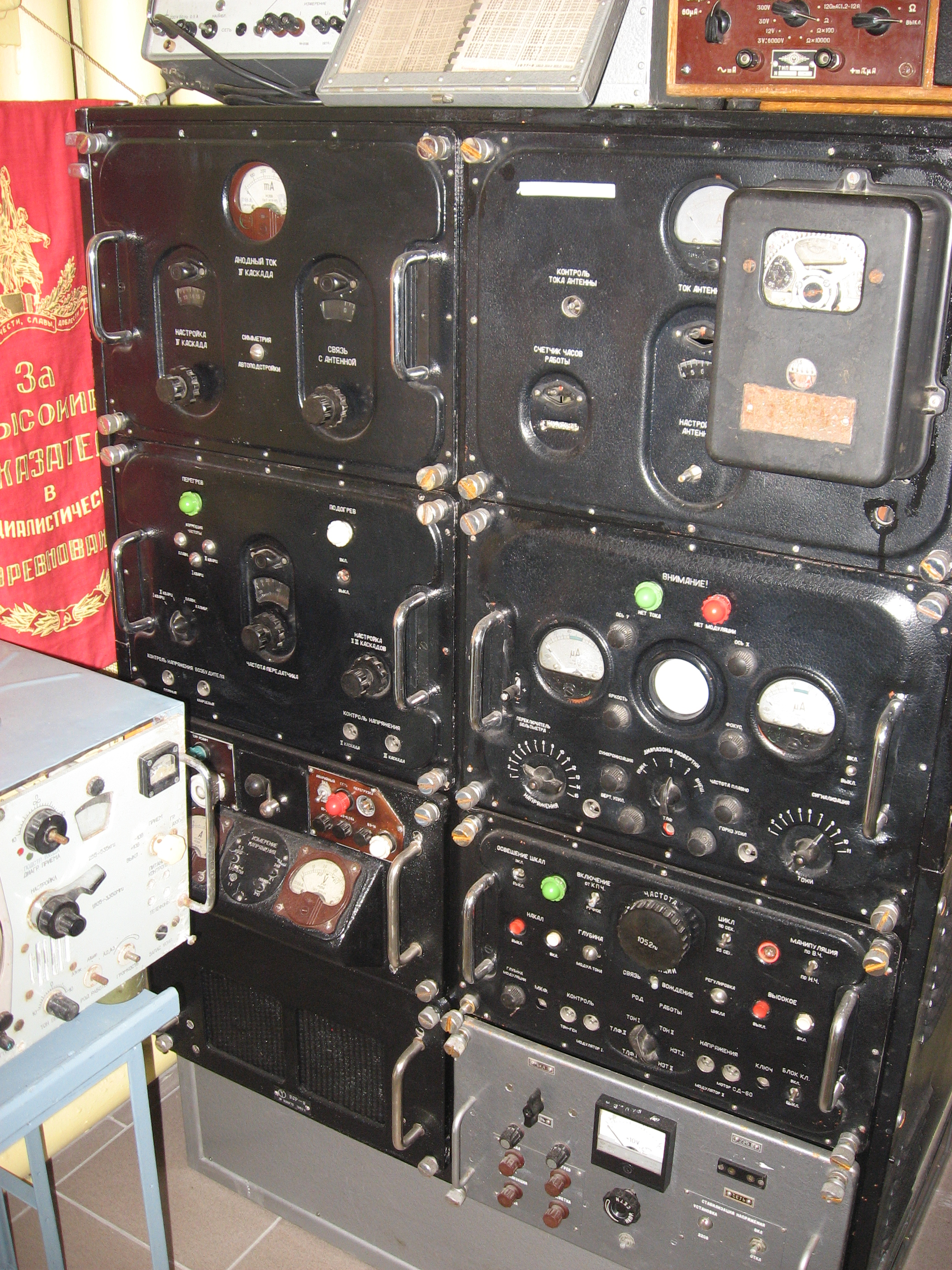
Equipos de localización KRM-100 y KRM-300 de fabricación rusa

La edición radioayuda' o radionavegación puede definirse como el conjunto de señales radioeléctricas, generalmente generadas en instalaciones terrestres y recibidas a bordo, que permiten a la Flight Traffic Control guiarse.
Si bien el control de tráfico aéreo (ATC) o la asistencia de las aeronaves en tierra es importante e imprescindible, lo son en igual medida los sistemas de navegación que se encuentran en los aeropuertos. Estos sistemas electrónicos comúnmente llamados radioayudas, son sistemas electrónicos cuyo funcionamiento consiste en una emisión constante de ondas de radio, estas ondas son captadas por el avión que haya sintonizado la frecuencia de esa radioayuda, seguidamente los sistemas del avión traducen esas ondas en datos que son visualizados por la tripulación de cabina. 
Existen varios tipos de radio ayudas entre las que se encuentran el VOR, el ADF, el TACAN, el ILS, etc. 
- el VOR proporciona diversa información al piloto, mostrándole la posición en un momento determinado frente a la estación emisora en cuestión, la mayoría de los VOR's incluyen el sistema de medida de distancia denominado DME.
- el ADF es la radioayuda más básica y funciona como una radio en banda AM y solo informa del rumbo al que está la estación emisora.
- el ILS por el contrario está diseñado casi únicamente para realizar aterrizajes de precisión en condiciones atmosféricas adversas y sobre todo de baja visibilidad. La función principal del ILS es informar a la tripulación si en la aproximación el avión se encuentra en la senda de planeo de la pista, de forma que la toma de tierra sea suave.

## Sistemas de radionavegación
Dependiendo de la información trasmitida a la aeronave, los sistemas de radionavegación se pueden dividir en:
- Punto fijo (NDB).
- Direccional-Azimutal (VOR/ILS-LLZ).
- Telemetría (DME).
- Elevación-Cenital (ILS-GP).

## Tipos de sistemas

### VOR y L/MF
Las rutas aéreas de VOR (Very High Omnidirectional Range) y de L/MF son sistemas que operan en altitudes bajas, por encima de los 1.200 pies sobre la superficie, pero sin llegar a los 18.000 pies sobre el nivel del mar.
El sistema VOR utiliza un código alfanumérico con una V seguida de un número (ejemplo: V21). Estas rutas aéreas se usan solamente con ayuda de navegación VOR/VORTAC. La navegación con VOR está libre de la estática, y es más fácilmente captada por el receptor por una línea de bases de vistas; por lo tanto, el rango de facilidad de tierra dependerá de la altitud de la aeronave. VOR es de un mínimo de ancho de 8 millas náuticas, donde la distancia debajo de las estaciones de VOR es mayor a 120 millas, la anchura de la ruta se incrementa hacia la cubierta seguida por los aviones en un ángulo de 4 1/2º de la línea central usando 2 estaciones en tierra.
La ruta L/MF (Low-Medium Frequency) se usa solo en frecuencias bajas y medianas de radio en la ayuda de navegación.

### ILS
Instrument Landing System (ILS) es una ayuda de aproximación y aterrizaje diseñada para identificar un patrón específico de aproximación para un alineamiento y descenso exacto de la aeronave al tocar tierra. Es el sistema más utilizado para aterrizajes con instrumentos, ya que ofrece:
1. Información de Guía: Localizador, Planeo e Inclinación
2. Información de Rango: Marcadores instrumentales
3. Información de Vista: Luces de aproximación, zona de contacto con tierra, luces en la línea de centro y luces de la pista.

Para ayudar al piloto a seguir una aproximación por ILS, dos pequeñas fuentes de alimentación proporcionan la información de rango, para indicar cuánto ha progresado el patrón de aproximación de la aeronave. El patrón de planeo se ajusta normalmente hacia los 3º sobre el horizonte así que éste se interseca con el marcador medio (MM) a los 200 ft (pies) de altitud, cerca de 3500 ft de la cabecera de la pista. El marcador más lejano (MO) está a 5 millas de la cabecera de la pista; en este punto el patrón de planeo está a 1400 ft de altitud sobre la cabecera.
Así el piloto que usa la aproximación ILS tiene información continua de su posición con respecto al patrón correcto de planeo de centrado con respecto al acotamiento central de la pista.